# Wanna (gmina)
Wanna – miejscowość i gmina w Niemczech, w kraju związkowym Dolna Saksonia, w powiecie Cuxhaven, wchodzi w skład gminy zbiorowej Land Hadeln. Do 31 grudnia 2010 wchodziła w skład gminy zbiorowej Sietland.